# Jonas Löwgren
Jonas Olle Löwgren, född 28 september 1964 i Sollentuna församling i Stockholms län, är en svensk professor i interaktionsdesign samt författare.
Jonas Löwgren disputerade 1991 vid Linköpings universitet på avhandlingen Knowledge-based design support and discourse management in user interface management systems. Han är professor i interaktionsdesign vid Linköpings universitet.
Jonas Löwgren är uppvuxen i Umeå och Linköping. Han är son till Olle Löwgren och Marianne Löwgren.